# Thomas Kofler
Thomas Kofler (* 7. Juli 1998) ist ein österreichischer Fußballspieler.

## Karriere
Kofler begann seine Karriere beim Innsbrucker AC. 2012 kam er in die AKA Tirol, in der er bis 2016 spielte. Im Mai 2016 debütierte er für die Zweitmannschaft des  FC Wacker Innsbruck in der Regionalliga, als er am 25. Spieltag der Saison 2015/16 gegen Schwarz-Weiß Bregenz in der Startelf stand. Sein erstes Tor in der Regionalliga erzielte Kofler im April 2018 bei einem 4:0-Sieg gegen den VfB Hohenems.
2018 stieg er mit Wacker Innsbruck II in die 2. Liga auf. In der Saison 2017/18 kam er zu 19 Regionalligaeinsätzen. Sein Debüt in der zweithöchsten Spielklasse gab er im Oktober 2018, als er am zehnten Spieltag der Saison 2018/19 gegen die SV Ried in der 84. Minute für Raphael Gallé eingewechselt wurde. Zur Saison 2019/20 rückte er in den Kader der ersten Mannschaft von Wacker Innsbruck. Für diese kam er in zwei Spielzeiten zu 48 Zweitligaeinsätzen.
Zur Saison 2021/22 wechselte Kofler zum Bundesligisten TSV Hartberg, bei dem er einen bis Juni 2024 laufenden Vertrag erhielt. Für die Steirer kam er insgesamt zu 20 Einsätzen in der Bundesliga. Im Jänner 2023 schloss er sich dem Tiroler Regionalligisten SC Imst an.